# Vela als Jocs Olímpics d'estiu de 1992
Als Jocs Olímpics d'Estiu de 1992 celebrats a la ciutat de Barcelona (Catalunya) es disputaren 10 proves de vela, tres en categoria masculina, tres en femenina i quatre en mixta. La competició se celebrà entre els dies 27 de juliol i 4 d'agost de 1992 a la zona de regates del Port Olímpic de Barcelona al Mar Mediterrani.
Hi participaren un total de 441 regatistes, entre ells 257 homes i 84 dones, de 68 comitès nacionals diferents.

## Resum de medalles

### Categoria masculina
| Prova               | Or                                       | Argent                                    | Bronze                               |
| Classe 470 Detalls  | EspanyaJordi Calafat · Francisco Sanchez | Estats UnitsMorgan Reeser · Kevin Burnham | EstòniaTõnu Tõniste · Toomas Tõniste |
| Classe Finn Detalls | José van der Ploeg                       | Brian Ledbetter                           | Craig Monk                           |
| Windsurf Detalls    | Franck David                             | Mike Gebhardt                             | Lars Kleppich                        |

### Categoria femenina
| Prova                 | Or                                      | Argent                                 | Bronze                                    |
| Classe 470 Detalls    | EspanyaTheresa Zabell · Patricia Guerra | Nova ZelandaLeslie Egnot · Jan Shearer | Estats UnitsJennifer Isler · Pamela Healy |
| Classe Europe Detalls | Linda Andersen                          | Natalia Via Dufresne                   | Julia Trotman                             |
| Windsurf Detalls      | Barbara Kendall                         | Zhang Xiaodong                         | Dorien de Vries                           |

### Categoria mixta
| Prova                          | Or                                                 | Argent                                                 | Bronze                                                     |
| Classe Flying Dutchman Detalls | EspanyaLuis Doreste · Domingo Manrique             | Estats UnitsStephen Bourdow · Paul Foerster            | DinamarcaJens Bojsen-Møller · Jørgen Bojsen-Møller         |
| Classe Soling Detalls          | DinamarcaJesper Bank · Steen Secher · Jesper Seier | Estats UnitsKevin Mahaney · James Brady · Douglas Kern | Regne UnitLawrie Smith · Robert Cruikshank · Ossie Stewart |
| Classe Star Detalls            | Estats UnitsMark Reynolds · Harold Haenel          | Nova ZelandaRod Davis · Don Cowie                      | CanadàRoss MacDonald · Eric Jespersen                      |
| Classe Tornado Detalls         | FrançaYves Loday · Nicolas Henard                  | Estats UnitsRandy Smyth · Keith Notary                 | AustràliaMitch Booth · John Forbes                         |

## Medaller
| Posició | País            | Or | Argent | Bronze | Total |
| 1       | Espanya         | 4  | 1      | 0      | 5     |
| 2       | França          | 2  | 0      | 0      | 2     |
| 3       | Estats Units    | 1  | 6      | 2      | 9     |
| 4       | Nova Zelanda    | 1  | 2      | 1      | 4     |
| 5       | Dinamarca       | 1  | 0      | 1      | 2     |
| 6       | Noruega         | 1  | 0      | 0      | 1     |
| 7       | R.P. de la Xina | 0  | 1      | 0      | 1     |
| 8       | Austràlia       | 0  | 0      | 2      | 2     |
| 9       | Canadà          | 0  | 0      | 1      | 1     |
| 9       | Estònia         | 0  | 0      | 1      | 1     |
| 9       | Països Baixos   | 0  | 0      | 1      | 1     |
| 9       | Regne Unit      | 0  | 0      | 1      | 1     |